# Åsjön, Blekinge
Åsjön är en sjö i Ronneby kommun i Blekinge och ingår i Ronnebyåns huvudavrinningsområde. Sjön är 6,2 meter djup, har en yta på 0,125 kvadratkilometer och befinner sig 59,3 meter över havet. Sjön avvattnas av vattendraget Mållebäcken.

## Delavrinningsområde
Åsjön ingår i det delavrinningsområde (624380-146815) som SMHI kallar för Mynnar i Rötlången. Medelhöjden är 68 meter över havet och ytan är 2,43 kvadratkilometer. Räknas de 3 avrinningsområdena uppströms in blir den ackumulerade arean 57,81 kvadratkilometer. Mållebäcken som avvattnar avrinningsområdet har biflödesordning 2, vilket innebär att vattnet flödar genom totalt 2 vattendrag innan det når havet efter 19 kilometer. Avrinningsområdet består mestadels av skog (38 %), öppen mark (29 %) och jordbruk (26 %). Avrinningsområdet har 0,12 kvadratkilometer vattenytor vilket ger det en sjöprocent på 5 %.